# Benglebra bipunctata
Benglebra bipunctata är en insektsart som beskrevs av Mahmood och M. Firoz Ahmed 1969. Benglebra bipunctata ingår i släktet Benglebra och familjen dvärgstritar.
Artens utbredningsområde är Bangladesh. Inga underarter finns listade i Catalogue of Life.